# Endelus empyreus
Endelus empyreus es una especie de escarabajo del género Endelus, familia Buprestidae. Fue descrita científicamente por Deyrolle en 1864.

## Distribución geográfica
Se han registrado especies en Indonesia.